# Peeter Vähi

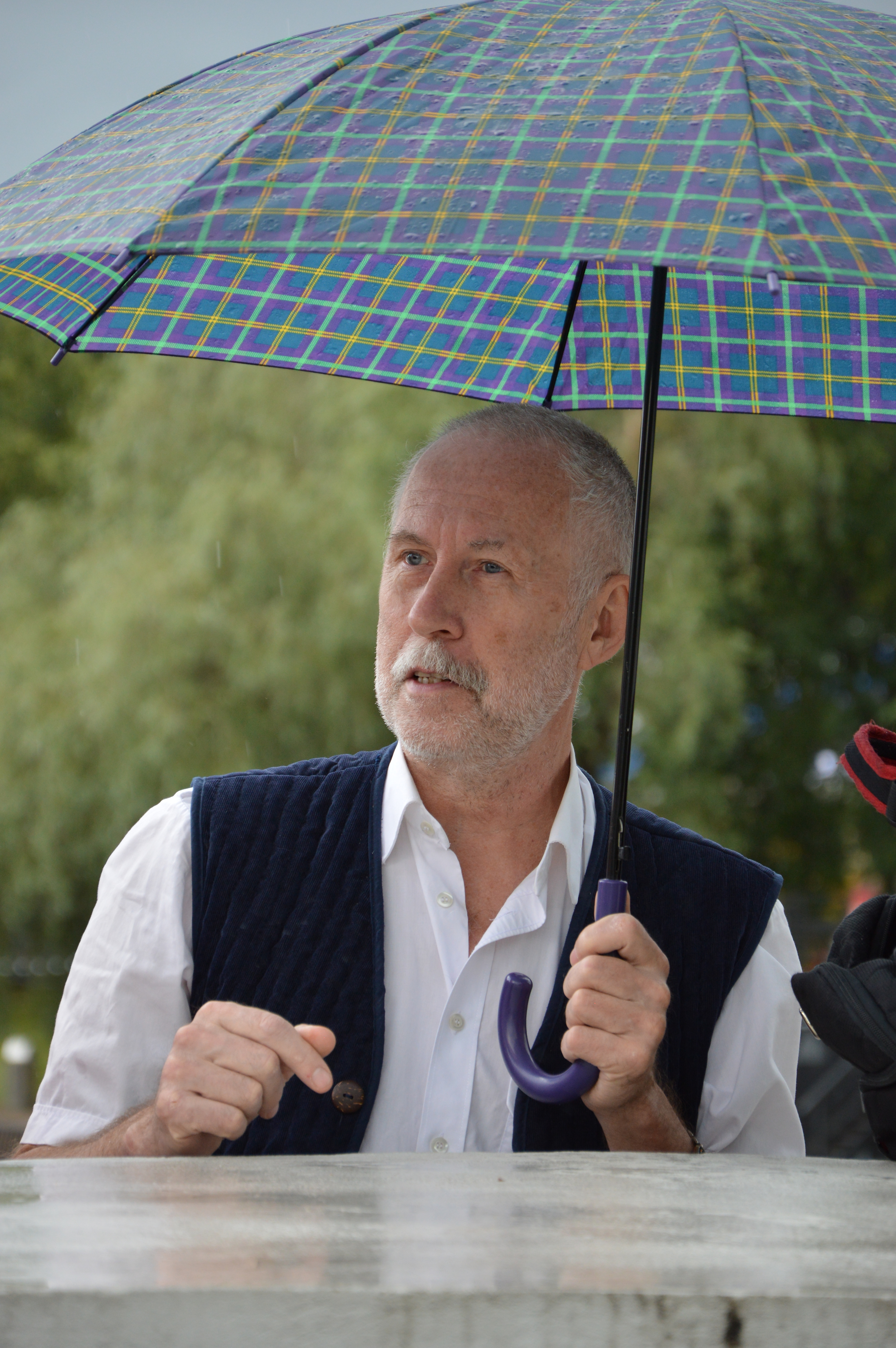
Peeter Vähi

Peeter Vähi (* 18. Mai 1955 in Tartu, Estland) ist ein estnischer Komponist.

## Leben
Während seiner Studienzeit interessierte er sich sowohl für die Musik des Barock als auch für elektronische und orientalische Musik. Sein Studium an der Estnischen Musikakademie (Schwerpunkt Komposition) in Tallinn schloss er 1980 ab.
Seit dem Studienabschluss hat Peeter Vähi Musikprogramme für Radio Estonia geschrieben und freiberuflich Schallplatten produziert; er war außerdem Musikproduzent am estnischen staatlichen Konzertinstitut Eesti Kontsert und künstlerischer Direktor mehrerer internationaler Musikfestspiele: des Festspiels der orientalischen Musik „Orient“, des Festivals „Glasperlenspiel“, des Arvo-Pärt-Festivals (1990er) und des Estnischen Kulturfestivals in Deutschland (1990er). Er ist Vorstandsmitglied des estnischen Komponistenverbandes und der estnischen Buddhistengesellschaft (1992–2005) sowie Mitglied der estnischen akademischen Orientalistengesellschaft.
Charakteristika der Musik Vähis sind stilistische Vielseitigkeit; schlichte, aber doch interessante Klänge; Verwendung von exotischen Musikinstrumenten und elektronischen Geräten; sowie ein Reichtum an Stimmungen, die vom philosophischen und nachdenklichen bis zur Strenge des Barocksatzes reichen.
Seit 1992 sind Aufnahmen von Vähis Kompositionen erschienen bei Estonian Record Productions (ERP), CCn'C, Universal, NCA, Antes Edition Classics, Erdenklang, EMI, Warner Classics / Finlandia Records, Melodiya, Eesti Raadio, Si-Wan Records, Alula Records, Electroshock, Euromedia, Eres, Elwood und Forte.

## Werke (Auszug)
- Handbell Symphony für Handglocken und Symphonie-Orchester
- Mary Magdalene Gospel, Oratorium
- In the Mystical Land of Kaydara, Oratorium
- Weißes Konzert für Gitarre und Orchester
- Chant of the Celestial Lake für Flöte und Orchester
- Fata Morgana für Klavier
- Antarctic Concerto für Gitarre und Orchester
- To His Holiness für Oboe und Kammerorchester
- Concerto of Light and Shadow für Geige und Orchester
- Zweiundvierzig für Oboe und Orchester
- To the Mother für Oboe und Orchester
- Klänge des silbernen Mondes
- Der Weg zum Herzen Asiens (in Zusammenarbeit mit asiatischen Musikern)
- Mystical Uniting für Kammerensemble
- To His Highness Salvador D für Kammerensemble
- Concerto Piccolo für Cembalo und Kammerorchester
- A Chant of Bamboo für Flöte und Orchester
- Call of Sacred Drums für Taiko-Trommeln und Sinfonieorchester
- Purgatorio für Klavier
- The Path to the Heart of Asia
- Supreme Silence, Kantata
- Digital Love für Flöte und Geige
- Hommage à brillance de Lune für Oboe und Orgel
- Also sprach Nietzsche für Männerchor und Röhrenglocken
- Birbynė Concerto für Birbynė (oder Oboe) und Orchester